# Liga Uruguaya de Ascenso 2024
La Liga Uruguaya de Ascenso 2024, popularmente conocida como El Metro, y organizada por la FUBB, reúne a los equipos disputantes de la Segunda División del básquetbol uruguayo.

## Sistema de disputa
La primera fase se jugará todos contra todos. Los ocho mejores clasificados de la liguilla avanzarán directamente a la etapa final, mientras que aquellos clubes que se encuentren entre las dos últimas posiciones, descenderán al campeonato de Divisional Tercera de Ascenso 2025.
El equipo ganador de la liguilla se cruzará en la ronda final contra el equipo clasificado en la octava posición, mientras que los demás emparejamientos se darán bajo la configuración 2°– 7°, 3°– 6° y 4°– 5°.
En la última etapa del torneo, los cuartos de final se jugarán con series al mejor de tres, oficiando de local aquellos equipos mejores ubicados en la fase regular. Los ganadores de cada llave disputarán semifinales al mejor de cinco encuentros, manteniéndose la misma regla sobre la ventaja de localía.
Aquellas dos escuadras que logren llegar a la final, ascenderán directamente al campeonato de la Liga Uruguaya de Básquetbol 2025-26. Dicho duelo será a partido único, disputándose en cancha neutral (Palacio Peñarol).

## Equipos participantes

### Ascensos y descensos
| Club         | Descendido por  |
| ------------ | --------------- |
| Goes         | 11° LUB 2023-24 |
| Larre Borges | 12° LUB 2023-24 |

| Club           | Ascendido por              |
| -------------- | -------------------------- |
| Montevideo BBC | Campeón DTA 2023           |
| Bohemios       | Ganador Play-Offs DTA 2023 |

| Club           | Ascendido por |
| -------------- | ------------- |
| Goes           | Campeón       |
| Unión Atlética | Subcampeón    |

| Club           | Descendido por   |
| -------------- | ---------------- |
| Sayago         | Penúltimo        |
| Olivol Mundial | Último           |
| 25 de Agosto   | No Participación |

### Información de equipos
Notas:  La columna "estadio" refleja el estadio dónde el equipo más veces oficia de local en sus partidos, pero no indica que el equipo en cuestión sea propietario del mismo.
| Club           | Departamento | Estadio                   | Capacidad | Fundación                |
| Bohemios       | Montevideo   | Alberto Casal             | 925       | 1 de mayo de 1932        |
| Capitol        | Montevideo   | Gimnasio Carlos Garbuyo   | 480       | 19 de abril de 1934      |
| Colón          | Montevideo   | Gimnasio Colón            | 1.000     | 12 de marzo de 1907      |
| Goes           | Montevideo   | Plaza de las Misiones     | 2.600     | 10 de abril de 1934      |
| Lagomar        | Canelones    |                           | 170       | 20 de mayo de 1956       |
| Larrañaga      | Montevideo   | Doña Natividad Rivera     | 350       | 1 de junio de 1939       |
| Larre Borges   | Montevideo   | Romeo Schinca             | 1.100     | 17 de julio de 1927      |
| Montevideo BBC | Montevideo   | Gimnasio Héctor Novick    | 500       | 2 de diciembre de 1933   |
| Olimpia        | Montevideo   | Albérico J. Passadore     | 1.100     | 17 de septiembre de 1918 |
| Olivol Mundial | Montevideo   | Gimnasio Olivol Mundial   | 175       | 11 de septiembre de 1931 |
| Sayago         | Montevideo   | Gimnasio Roberto Moro     | 660       | 15 de noviembre de 1923  |
| Stockolmo      | Montevideo   | Gimnasio Héctor Domínguez | 700       | 25 de julio de 1919      |
| Unión Atlética | Montevideo   | Club Unión Atlética       | 2.000     | 29 de julio de 1921      |
| Verdirrojo     | Montevideo   |                           | 350       | 6 de diciembre de 1948   |
| Tabaré         | Montevideo   | José A. Saldún            | 1.100     | 9 de julio de 1931       |

## Fase Regular

### Tabla de posiciones
| Pos. | Equipo           | PJ | PG | PP | P+   | P-   | Dif.   | Pts. | Clasificación    |  |
| --- | ---------------- | -- | -- | -- | ---- | ---- | ------ | ---- | ---------------- |  |
| 1.° | Lagomar          | 28 | 17 | 11 | 2343 | 2133 | (210)  | 45   | Cuartos de final |  |
| 2.° | Olimpia*         | 28 | 21 | 7  | 2464 | 2273 | (191)  | 45   | Cuartos de final |  |
| 3.° | Goes             | 28 | 17 | 11 | 2245 | 2182 | (63)   | 45   | Cuartos de final |  |
| 4.° | Larrañaga        | 28 | 16 | 12 | 2390 | 2326 | (64)   | 44   | Cuartos de final |  |
| 5.° | Unión Atlética** | 28 | 19 | 9  | 2073 | 1884 | (189)  | 42   | Cuartos de final |  |
| 6.° | Tabaré           | 28 | 14 | 14 | 2202 | 2218 | (-16)  | 42   | Cuartos de final |  |
| 7.° | Capitol          | 28 | 14 | 14 | 2111 | 2183 | (-72)  | 42   | Cuartos de final |  |
| 8.° | Stockolmo        | 28 | 14 | 14 | 2134 | 2135 | (-1)   | 42   | Cuartos de final |  |
| 9.° | Colón            | 28 | 13 | 15 | 2128 | 2165 | (-37)  | 41   |                  |  |
| 10.° | Verdirrojo***    | 28 | 12 | 16 | 2157 | 2278 | (-121) | 39   |                  |  |
| 11.° | Larre Borges     | 28 | 11 | 17 | 2135 | 2292 | (-157) | 39   |                  |  |
| 12.° | Bohemios         | 28 | 11 | 17 | 2239 | 2290 | (-51)  | 39   |                  |  |
| 13.° | Montevideo BBC   | 28 | 11 | 17 | 2318 | 2366 | (-48)  | 39   |                  |  |
| 14.° | Sayago****       | 28 | 13 | 15 | 1976 | 2045 | (-69)  | 38   | Descenso         |  |
| 15.° | Olivol Mundial   | 28 | 6  | 22 | 2180 | 2325 | (-145) | 34   | Descenso         |  |
| Última actualización: 10 de Octubre de 2024. Fuente: FUBB *Olimpia tuvo la pérdida total de 4 (cuatro) puntos. **Unión Atlética tuvo la quita de 5 (cinco) puntos, además de la cancelación del partido con Sayago, el cual quedará como perdido. ***Verdirrojo tuvo la quita de 1 (uno) punto. ****Sayago tuvo la quita de 3 (tres) puntos, además de la cancelación del partido con Unión Atlética, el cual quedará como perdido. |                  |    |    |    |      |      |        |      |                  |  |

## Play-offs
|  | Cuartos de final (M3) | Cuartos de final (M3) | Cuartos de final (M3) |                |           | Semifinales (M5) | Semifinales (M5) | Semifinales (M5) |  |                | Final          | Final | Final |  |
|  |                       |                       |                       |                |           |                  |                  |                  |  |                |                |       |       |  |
|  |                       |                       |                       |                |           |                  |                  |                  |  |                |                |       |       |  |
|  | 1°                    | Lagomar               | 0                     |                |           |                  |                  |                  |  |                |                |       |       |  |
|  | 1°                    | Lagomar               | 0                     |                |           |                  |                  |                  |  |                |                |       |       |  |
|  | 8°                    | Stockolmo             | 2                     |                |           |                  |                  |                  |  |                |                |       |       |  |
|  | 8°                    | Stockolmo             | 2                     |                | Stockolmo | Stockolmo        | 2                |                  |  |                |                |       |       |  |
|  |                       |                       |                       |                | Stockolmo | Stockolmo        | 2                |                  |  |                |                |       |       |  |
|  |                       |                       | Unión Atlética        | Unión Atlética | 3         |                  |                  |                  |  |                |                |       |       |  |
|  | 4°                    | Larrañaga             | Unión Atlética        | Unión Atlética | 3         | 0                |                  |                  |  |                |                |       |       |  |
|  | 4°                    | Larrañaga             |                       |                |           |                  |                  |                  |  |                |                |       |       |  |
|  | 5°                    | Unión Atlética        | 2                     |                |           |                  |                  |                  |  |                |                |       |       |  |
|  | 5°                    | Unión Atlética        | 2                     |                |           |                  |                  |                  |  | Unión Atlética | Unión Atlética | 0     |       |  |
|  |                       |                       |                       |                |           |                  |                  |                  |  | Unión Atlética | Unión Atlética | 0     |       |  |
|  |                       |                       | Goes                  | Goes           | 1         |                  |                  |                  |  |                |                |       |       |  |
|  | 2°                    | Olimpia               | Goes                  | Goes           | 1         | 1                |                  |                  |  |                |                |       |       |  |
|  | 2°                    | Olimpia               |                       |                |           |                  |                  |                  |  |                |                |       |       |  |
|  | 7°                    | Capitol               | 2                     |                |           |                  |                  |                  |  |                |                |       |       |  |
|  | 7°                    | Capitol               | 2                     |                | Capitol   | Capitol          | 0                |                  |  |                |                |       |       |  |
|  |                       |                       |                       |                | Capitol   | Capitol          | 0                |                  |  |                |                |       |       |  |
|  |                       |                       | Goes                  | Goes           | 3         |                  |                  |                  |  |                |                |       |       |  |
|  | 3°                    | Goes                  | Goes                  | Goes           | 3         | 2                |                  |                  |  |                |                |       |       |  |
|  | 3°                    | Goes                  |                       |                |           |                  |                  |                  |  |                |                |       |       |  |
|  | 6°                    | Tabaré                | 0                     |                |           |                  |                  |                  |  |                |                |       |       |  |
|  | 6°                    | Tabaré                | 0                     |                |           |                  |                  |                  |  |                |                |       |       |  |
|  |                       |                       |                       |                |           |                  |                  |                  |  |                |                |       |       |  |

### Cuartos de final
| Equipo 1  | Serie | Equipo 2       | 1.º Juego | 2.º Juego | 3.º Juego |
| --------- | ----- | -------------- | --------- | --------- | --------- |
| Lagomar   | 0 – 2 | Stockolmo      | 85-92     | 66-71     |           |
| Larrañaga | 0 – 2 | Unión Atlética | 63-89     | 60-74     |           |
| Olimpia   | 1 – 2 | Capitol        | 70-78     | 85-73     | 65-75     |
| Goes      | 2 – 0 | Tabaré         | 92-83     | 81-66     |           |

### Semifinal
| Equipo 1  | Serie | Equipo 2       | 1.º Juego | 2.º Juego | 3.º Juego | 4.º Juego | 5.º Juego |
| --------- | ----- | -------------- | --------- | --------- | --------- | --------- | --------- |
| Stockolmo | 2 – 3 | Unión Atlética | 65-78     | 78-59     | 73-70     | 56-84     | 60-92     |
| Capitol   | 0 – 3 | Goes           | 85-90     | 70-93     | 72-99     |           |           |

### Final
| Equipo 1       | Serie | Equipo 2 |
| -------------- | ----- | -------- |
| Unión Atlética | 71–82 | Goes     |

## Campeón
| Campeón del Metro 2024 |
| Goes 1.° título        |